# Valle de Aburrá
El Valle de Aburrá es una región geográfica ubicada en el centro-sur del departamento de Antioquia (Colombia), en medio de la Cordillera Central de los Andes. Administrativamente se encuentra bajo la figura de un área metropolitana.

## Geografía
El valle de Aburrá forma parte de la cuenca natural del río Medellín. Este lo recorre de sur a norte, recibiendo una serie de afluentes a lo largo de su recorrido. El valle tiene una longitud aproximada de 60 kilómetros y un ancho variable. Está enmarcado por una topografía irregular y pendiente, con alturas que oscilan entre 1300 y 2800 m s. n. m.
Es un valle estrecho, de unos 6 km de ancho promedio, aunque en su parte más ancha puede alcanzar 8 a 10 km. El sentido mismo del valle es el que observa la Línea A del Metro de Medellín, entre Bello y La Estrella.
La Cordillera Central de los Andes se bifurca en dos en su mismo seno, lo cual hace que en sus inmediaciones se pueda obtener una sin igual vista panorámica de Medellín y toda su área metropolitana.
El río Medellín, que atraviesa el valle, nace en el municipio de Caldas (sur) y confluye con el río Grande unos kilómetros después para formar el Porce, más tarde este se vierte en el Nechí y a su vez este último desemboca en el Cauca.

## División administrativa
El valle de Aburrá administrativamente comprende 10 municipios antioqueños, todos agrupados en la forma del área metropolitana de su mismo nombre. Sin embargo el valle continúa algunos kilómetros más hacia el norte, hasta la confluencia del río Medellín con el Grande, donde ambos forman el Porce; de esta manera, el valle también abarca territorios de los municipios de Donmatías, Santa Rosa de Osos, Santo Domingo y Yolombó.
Los municipios insertados en él, considerados de norte a sur, son:
- Aburrá Norte: Barbosa, Girardota, Copacabana y Bello.
- Aburrá Centro: Medellín.
- Aburrá Sur: Envigado, Itagüí, Sabaneta, La Estrella y Caldas.

## Urbanismo
Prácticamente toda la zona plana del valle está urbanizada, y esto ha hecho que Medellín y su área metropolitana crezcan más hacia los lados y oriente con proyectos urbanísticos y a los lados occidentales en su mayoría invasiones marginales, pero a la zona centro oriental si se han hecho varias intervenciones urbanísticas. 
Las cordilleras que lo encierran dan lugar a la formación de una armonía urbanística muy particular en cuanto se refiere al diseño de las estrategias que se requieren para hacer efectivos los derechos constitucionales de esta comunidad a la vivienda, servicios públicos domiciliarios, creación y defensa del espacio público y protección del medio ambiente.
El rápido crecimiento urbanístico de Medellín y los demás ejes urbanos dentro del espacio territorial del Valle han creado problemas ambientales serios que de todas maneras han generado poco a poco una conciencia de una ciudad más verde. Existen en las periferias bosques que han recibido cierta atención oficial de protección, pero las áreas marginales de la ciudad han deteriorado el espacio físico sobre todo en las laderas.
|                                            |
| Ubicación del Valle de Aburrá en Antioquia |

|                                   |
| División administrativa del valle |

|                            |
| Mapa topográfico del valle |